# Јевгениј Јоркин
Јевгениј Михајлович Јоркин (рус. Евгений Михайлович Ёркин; Електростаљ, 23. август 1932 − 1994) некадашњи је совјетски и руски хокејаш на леду који је играо на позицијама голмана. Заслужни је мајстор спорта Совјетског Савеза.
Као члан сениорске репрезентације Совјетског Савеза учествовао је на ЗОИ 1960. у Скво Валију када је совјетски тим освојио бронзану медаљу. Са репрезентацијом је освојио и три сребрне медаље на светским првенствима (СП 1957, СП 1958. и СП 1959).